# Catharina Zwerenz
Catharina Zwerenz ist eine deutsche Drehbuchautorin und Regisseurin.
Zwerenz ist die Tochter des verstorbenen Bundestagsabgeordneten und Schriftstellers Gerhard Zwerenz und dessen Frau Ingrid Zwerenz, einer Autorin.

## Filmographie (Auswahl)
- 1983: Die flambierte Frau (Drehbuchautorin und Schauspielerin)
- 1988: Die Venusfalle (Drehbuchautorin)
- 1992: Die wahre Geschichte von Männern und Frauen (Drehbuchautorin)
- 2007: Deutschland privat – Im Land der bunten Träume (Regisseurin)